# Бенедетто ди Биндо

Бенедетто ди Биндо. Диптих «Мадонна Смирение и св. Иероним, переводящий евангелие от Иоанна». 1400—1405 гг. Филадельфия, Музей искусства.

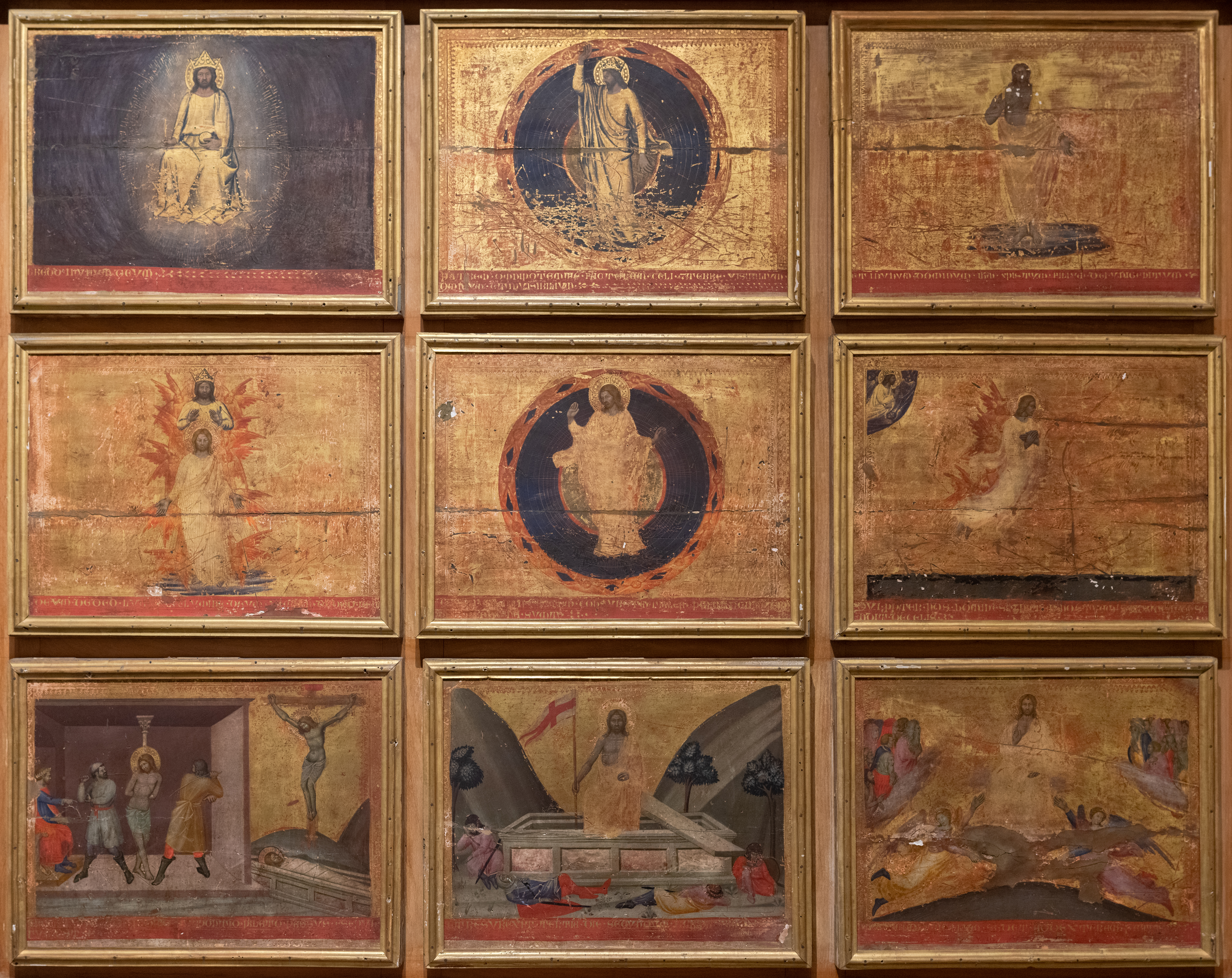
Символ веры, 1412

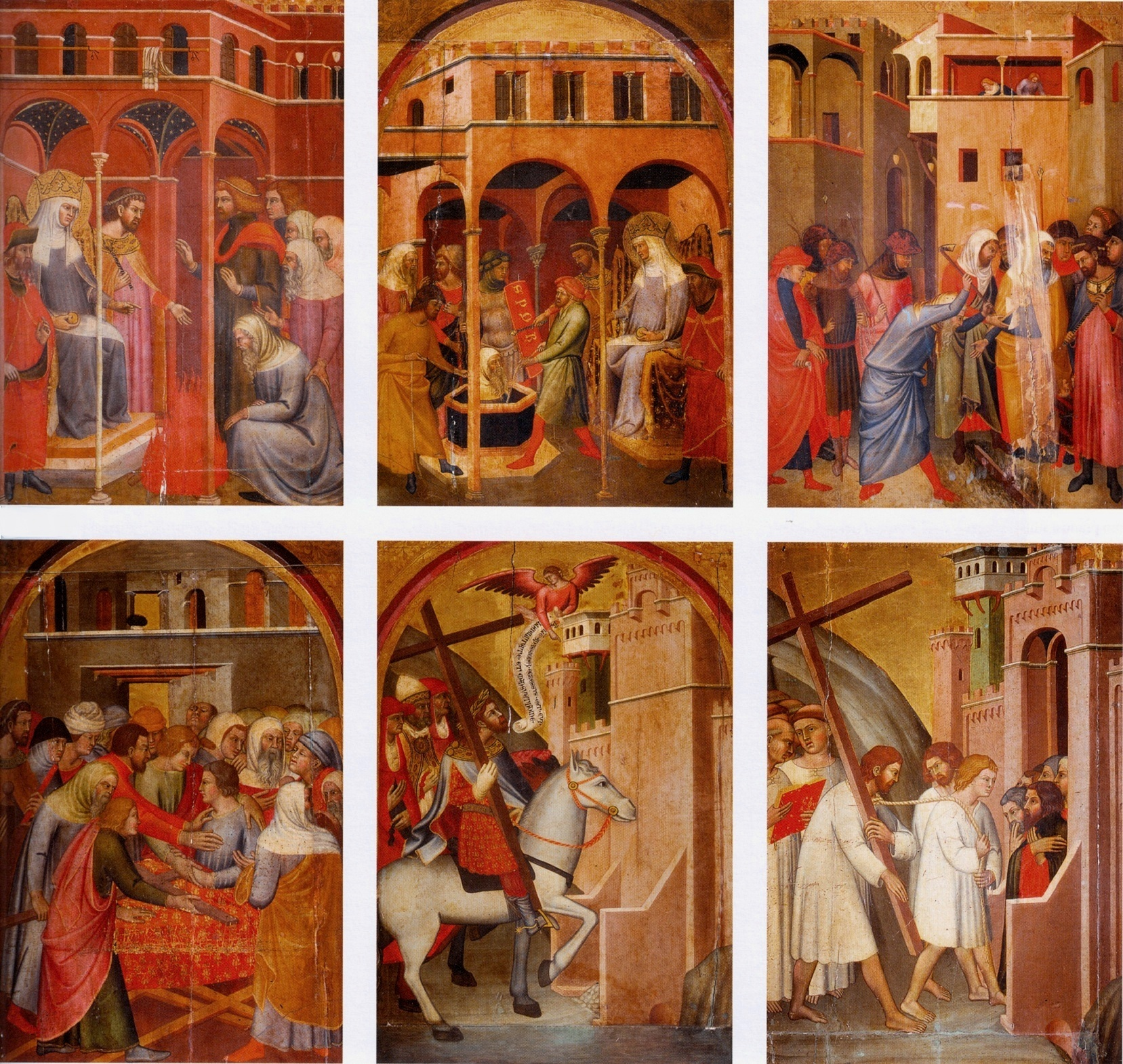
Бенедетто ди Биндо, Джованни ди Биндо, Ландо ди Стефано и Джуса ди Фросино. Шесть сюжетов из Истории обретения Истинного креста. 1. Иуда, представший пред св. Еленой
2. Пытка Иуды колодцем.
3. Начало раскопок в поисках креста.
4. Чудо, подтвердившее истинность креста.
5. Ангел предупреждает Ираклия у ворот Иерусалима
6. Ираклий показывает истинный крест в Иерусалиме.
Роспись ставней реликвария. 1412 г., Сиена, Музей собора.

Бенедетто ди Биндо (итал. Benedetto di Bindo; ок. 1380—85, Кастильоне ди Вальдорча, близ Сиены — 19 сентября 1417, Перуджа) — итальянский художник сиенской школы.
Бенедетто ди Биндо остался в истории искусства как сиенский художник, так сказать, «второго ряда», несмотря на то, что за свою короткую жизнь он выполнил ряд весьма престижных заказов, включая работы в Сиенском соборе (работы в главном соборе республики второстепенным художникам не поручались). Обучение он прошёл у Таддео ди Бартоло, крупного сиенского мастера поздней готики, в боттеге которого Бенедетто трудился вместе с Грегорио ди Чекко. Наибольшее влияние на его творчество оказали работы Симоне Мартини, в частности в выборе колорита, а тонко проработанные лица его персонажей напоминают произведения Джованни да Милано.
Первое документальное упоминание имени художника датируется 20 ноября 1409 года, когда он получил заказ на роспись двух деревянных статуй святых покровителей Сиены — св. Виктора и св. Савиния, выполненных скульптором Франческо ди Вальдамбрино для Сиенского собора. В 1411—1412 годах Бенедетто работал над циклом фресок, посвящённых житию Марии в сакристии этого же собора. Согласно документам, ему помогали три художника — Гвалтьери ди Джованни, Никколо ди Нальдо и Джованни ди Биндино. Всего было расписано три капеллы сакристии. В центральной он написал «Рождество Марии», «Введение Марии во храм», «Обручение Марии» и «Возвращение Марии в родительский дом». В правой капелле Бенедетто расписал свод изображениями отцов церкви и четырех евангелистов, а также на стене «Св. Августина во славе». В левой капелле художник изобразил сюжеты с явлениями чудес: фреску «Явление Марии пред толпой в городе» и фреску «Явление архангела Михаила в Кастель Сант Анджело», в которой можно видеть св. Агнессу, св. Маргариту и не идентифицированного пророка. Фрески в сакристии сильно пострадали от времени, во многих местах красочный слой утрачен полностью. Однако того, что есть, достаточно чтобы понять стиль, присущий Бенедетто ди Биндо.

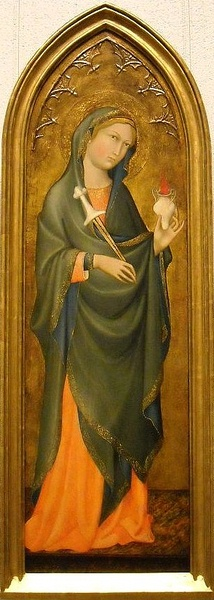
Бенедетто ди Биндо. Св. Лючия. ок. 1410 г. Институт искусств, Миннеаполис.

Известен и третий заказ от Сиенского собора, который художник завершил 10 мая 1412 года: Бенедетто расписал несколько деревянных панелей изображениями «Символов веры», однако предназначение картин и место, где они были размещены в соборе, остаются неизвестными. Стилистически это произведение близко к расписным дверцам arliquiera (арликвьера — ставни для ниши, где хранились реликвии), которые выставлены в музее Сиенского собора. Эти складные ставни, состоящие из восьми деревянных панелей, расписаны с двух сторон. Внешняя сторона поделена на 32 сектора, в каждом из которых Бенедетто изобразил ангела, держащего свиток с названием реликвии. Внутреннюю сторону художник расписал сценами из истории Обретения Истинного креста. Среди них выделяется «Иуда, представший пред св. Еленой». Персонажи этой сцены, помещённые в архитектурный антураж с тонкими колоннами, выписаны с готическим изяществом, им присуща живая жестикуляция.
В 1410-х годах Бенедетто ди Биндо написал фреску «Вознесение Марии» в сиенской кармелитской церкви Сан Никколо дель Кармине, однако к несчастью она почти полностью утрачена; остались лишь летящие ангелы, поющие славу в верхней части фрески. Последней крупной работой художника были росписи капеллы Св. Екатерины в церкви Сан Доменико в Перудже, выполненные между 1415 и 1417 годом. Эти фрески тоже сильно пострадали. Исследователи отмечают, что на пике своего творчества Бенедетто ди Биндо попал под сильное влияние позднеготической живописи, в частности Джентиле да Фабриано. Некоторые фигуры в капелле св. Екатерины (например, св. Доминик на своде) несут в себе следы влияния раннего стиля Джентиле. Художник скончался в Перудже вскоре после завершения работ над этими фресками; документы сообщают, что он умер молодым 19 сентября 1417 года, через год после своего приезда в этот город.
Бенедетто ди Биндо приписывается небольшой круг работ. «Распятие» (Будапешт, Художественный музей), вероятно, ранее составляло единое произведение (полиптих?) вместе со «Св. Маргаритой, встречающей префекта Олибрия» (Берлин, Государственные музеи) и «Св. Антонием-аббатом» и «Св. Маргаритой», местонахождение которых сегодня неизвестно. Стилистически эти работы напоминают произведения Бартоломео Булгарини и Пьетро Лоренцетти, особенно в части написания лиц. Ему приписывают «Благовещение» (церковь Иоанна Предтечи, Нью-Йорк), которое, вероятно, было написано для Сиенского собора, а также две работы из Рийксмузеума, Утрехт — «Иоанн Богослов» и «Неизвестный апостол» (возможно, Пётр).

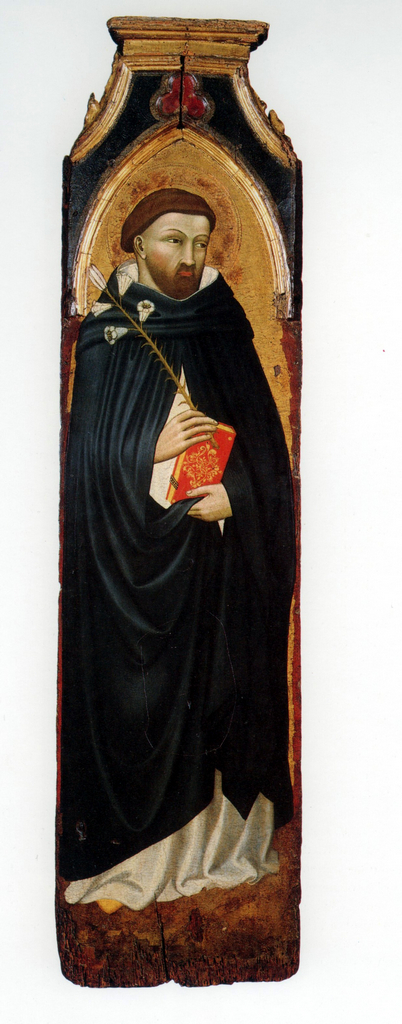
Блаженный Джакомо да Беванья. ок 1415, Фонд Монте деи Паски, Сиена.
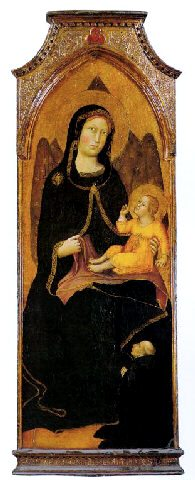
Мадонна с младенцем и донатором. ок. 1415, Коллекция Самюэля Флейшера, Филадельфия
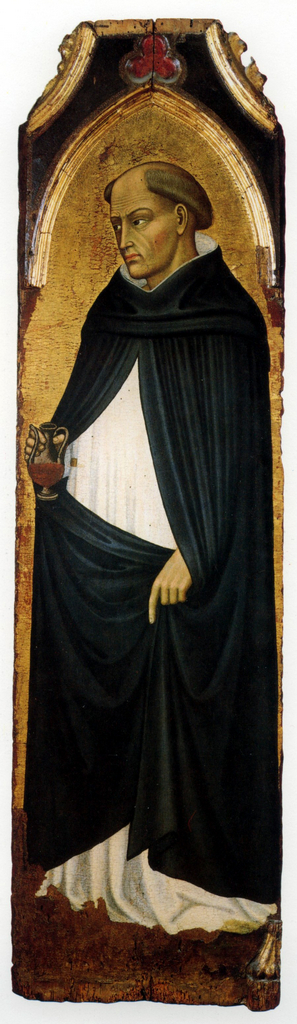
Св. Доминик. ок. 1415, Фонд Монте деи Паски, Сиена.

Две панели — «Св. Доминик» и «Блаженный Джакомо да Беванья» (Монте деи Паски, Сиена) судя по форме рамы, составляли раньше триптих, средней частью которого, по всей вероятности, была «Мадонна с младенцем и донатором» (Художественный мемориал Сэмюэля С. Флейшера, Филадельфия). Венгерский учёный Миклош Босковиц считает, что включение в это произведение блаженного Джакомо да Беванья, ведущего своё происхождение из Умбрии, является свидетельством того, что триптих был расписан для одного из доминиканских храмов Умбрии во время поездки художника в эту провинцию.
Кроме перечисленного Бенедетто приписывают небольшой диптих «Мадонна Смирение и св. Иероним переводящий евангелие» (Филадельфия, Музей искусства), «Мадонну с младенцем и святыми Андреем и Онуфрием» (Сиена, Пинакотека), происходящую из конвента Санта Марта и тонкостью моделировки лиц напоминающая «Св. Лючию» (Миннеаполис, Институт искусств) — створку неизвестного алтаря, а также алтарь «Вознесение Марии» (Пинакотека, Перуджа), и хоругвь «Голгофа» (Пинакотека, Сиена).